# Guillermo Montalvo
Guillermo Montalvo Jaramillo (Ambato, 9 de octubre de 1918-Quito, 1 de enero de 1977) fue un ingeniero civil y constructor ecuatoriano.

## Biografía
Guillermo Montalvo Jaramillo nació el 9 de octubre de 1918, en la ciudad ecuatoriana de Ambato. Hijo del doctor Victor Hugo Montalvo Heredia y de Esther Jaramillo Pachano.
Se graduó en el Colegio Nacional "Vicente León" de Latacunga,  donde obtuvo el título de Bachiller.
Tras realizar estudios superiores en la Universidad Central de Ecuador, en 1947 obtuvo el título de Ingeniero civil. Posteriormente hizo cursos de capacitación en Londres, Washington D. C. y sobre todo en la Universidad de Puerto Rico donde se diplomó de Ingeniero Sanitario (1953).
Se casó con María Piedad Josefina Samaniego Molineros, con quien tuvo cinco hijos.
Falleció 1 de enero de 1977, en Quito, a causa de un infarto agudo de miocardio.

### Carrera profesional
Se inició joven en el ejercicio profesional, participando en el equipo que de manera pionera en el Ecuador diseñó el “Plan Regulador de Quito”, bajo la dirección de los uruguayos Guillermo Jones Odriozola y Gilberto Gatto Sobral.
Posteriormente se trasladó a su natal Ambato, donde realmente inició su carrera profesional con el diseño y construcción de sus primeras obras civiles. Su retorno y establecimiento profesional confronta un desafío enorme cuando al poco tiempo, 5 de agosto, se desata un devastador terremoto que arrasa con la ciudad y comporta una ardua tarea de reconstrucción en la cual forma parte activa junto con otros jóvenes profesionales de la época, como Sixto Durán-Ballén, Wilson Garcés y su compañero de universidad Leopoldo “Cucho” Moreno Loor.  Precisamente esta experiencia en la reconstrucción de su ciudad natal le abriría las puertas para su capacitación profesional en Europa. A su regreso se instalaría nuevamente en Ambato y desde el ejercicio privado brindaría contribuciones interesantes al necesario desarrollo urbano de Ambato luego del terremoto, con sus trabajos en las urbanizaciones ahora tradicionales de esa ciudad como son Ingahurco y La Loma, sin descontar sus construcciones en otras partes de la ciudad, incluyendo su propia vivienda en la céntrica calle Cevallos de Ambato.
El bagaje teórico adquirido y la experiencia ganada en la observación de realidades en otros países, le habilitan a prestar un aporte más sólido en su trabajo, que se ve reconocido con su nombramiento como Director de Obras Públicas de la Provincia de Tungurahua (1956-1960), que a la sazón albergaba dos obras fundamentales de ingeniería en el Ecuador: el Puente de las Juntas en la coyuntura de los ríos Chambo y Patate, para romper la cordillera oriental, antes de formar el río Pastaza, y el primer túnel del Ecuador junto a la mítica Cascada de Agoyán, en las afueras de la ciudad de Baños de Agua Santa.  Sin embargo, esta experiencia, que además de su concurso como ingeniero demandó una gran dosis de administración y gerencia, fue el preámbulo de una mutación importante en su carrera porque le habilitó para salir de la provincia e incursionar profesionalmente en Quito, que como capital del país estaba más expuesta a trabajos y desarrollos innovadores en la construcción.  Desde 1961, combina sucesivos empleos, en la Dirección de Aviación Civil y en el Banco Ecuatoriano de la Vivienda, con la construcción de obras civiles particulares, como fueron su propia casa en las calles Vargas y Ante de Quito (1967) o su colaboración con la obra más importante de la década de los sesenta en el Ecuador, el Hospital del Seguro Social “Carlos Andrade Marín”, en el cual se desempeñó como director de obra.  La época coincide además con su militancia gremial, pues es uno de los fundadores y posteriormente Secretario del Colegio de Ingenieros Civiles del Ecuador.  Dada su personalidad insobornable y apego irrestricto a normas y principios morales, su paso por la administración pública no estuvo exenta de complicaciones, que no hicieron sino enaltecer su figura y fortalecer la imagen de dignidad y respeto que tenía ya bien ganada entre sus allegados y conocidos.  El caso más emblemático fue su enfrentamiento con el entonces dictador civil José María Velasco Ibarra (1971), a quien no tuvo empacho en confrontar y rebatir cuando se le exigió –y no aceptó- firmar un acta con la cual no estaba de acuerdo por consideraciones no sólo técnicas y legales sino sobre todo éticas, un accionar honrando las enseñanzas de sus padres.  Prefirió perder su empleo de Jefe de Fiscalización y Director Técnico del Banco de la Vivienda, e ir a la calle, como en efecto ocurrió por orden del dictador Velasco Ibarra, antes que claudicar a sus principios y convicciones.  A partir de ahí y dada su experiencia en obra pública, su carrera se orienta hacia la colaboración con entidades internacionales afincadas en el país para desarrollar proyectos de envergadura.  Se vincula al Ministerio de Recursos Naturales para la fiscalización de la construcción del oleoducto trans ecuatoriano que serviría para el transporte del crudo desde el Oriente a la Costa.  Posteriormente prestaría importantes servicios como Director de Construcciones Escolares (1972-1973), convocado por el ministro de Educación de la época, de grata memoria y legado, General Vicente Anda Aguirre, con quien le unía una larga y vieja amistad.  Su aporte principal al frente de esta institución fue el establecimiento de la Fábrica de Estructuras Metálicas que desde entonces ha nutrido de aulas escolares a todo el Ecuador.  Colaboró, dentro del esquema integracionista del Pacto Andino, con la construcción de la primera fábrica de brocas en la ciudad de Latacunga, se vincularía a los equipos de fiscalización del Banco Mundial y del Banco Interamericano de Desarrollo, que lo llevarían a prestar servicios tanto para el Ministerio de Obras Públicas como para el Instituto Ecuatoriano de Obras Sanitarias.